# Jordi Savall
Jordi Savall i Bernadet (tiếng Catalunya: [ˈʒɔrði səˈβaʎ i βərnəˈðɛt]) là nghệ sĩ đàn viol Tây Ban Nha, nhạc trưởng và nhà soạn nhạc đến từ Catalonia. Ông là một trong những nhân vật quan trọng trong lĩnh vực âm nhạc phương Tây đầu từ những năm 1970. Tiết mục âm nhạc đặc trưng của ông nhấn mạnh vào thời Trung cổ, Phục hưng và Baroque mặc dù có đôi khi là thời Cổ điển và ngay cả thời kỳ Lãng mạn.

## Cuộc đời sự nghiệp
Ông bắt đầu học nhạc lúc lên sáu trong ca đoàn của thị trấn quê hương của ông (1947-1955). Sau khi tốt nghiệp Nhạc viện Barcelona (nơi ông học 1959-1965), năm 1974 ông trở thành giáo sư về đàn viola da gamba.
Năm 1974, ông thành lập dàn nhạc Hespèrion XX (được biết đến từ năm 2000 như Hespèrion XXI), cùng với giọng nữ cao Montserrat Figueras (vợ ông, người đã qua đời vào năm 2011), Lorenzo Alpert và Hopkinson Smith. Hespèrion XX ưa chuộng một phong cách đặc trưng đồng thời diễn giải bằng sức sống âm nhạc tuyệt vời và chính xác lịch sử tối đa.
Các đĩa hát của ông bao gồm hơn 100 bản ghi âm. Ban đầu thu âm với hãng EMI Classics, và sau đó từ năm 1975 là hãng Michel Bernstein với nhãn Astrée, từ năm 1998 ông đã được ghi trên nhãn hiệu riêng của mình là Alia Vox.

## Danh hiệu và giải thưởng
Năm 2000, ông được trao giải Premi d'Honor Lluís Carulla về các công trình khoa học văn hóa. Ngày 27 tháng 11 năm 2006, ông được trao học vị tiến sĩ của Trường đại học Barcelona.
Ông đã được đề cử giải Grammy 2 lần và giành được giải năm 2011. Năm 2008, ông được bổ nhiệm làm đại sứ đối thoại văn hóa cho liên minh châu Âu. Ngày 18 tháng 6 năm 2008, ông và vợ được nhận danh hiệu Nghệ sĩ vì hòa bình của UNESCO.
Vào tháng 2 năm 2009, ông nhận được giải thưởng âm nhạc Handel từ thành phố Halle, Đức, và các giải thưởng âm nhạc quốc gia của Hội đồng Quốc gia Âm nhạc và Nghệ thuật của Catalonia. Năm 2010, ông được vinh danh với Praetorius Musikpreis Niedersachsen, và một giải thưởng MIDEM cổ điển cho album của mình "Jerusalem - la ville des deux Paix:. La Celeste paix et la paix terrestre".
Năm 2012, ông được trao giải thưởng âm nhạc Sonning Léonie. Năm 2013 ông được trang trí với các giải thưởng cao nhất của Pháp, Légion d'honneur, bởi Amin Maalouf. Năm 2013, ông nhận bằng tiến sĩ danh dự của Đại học Basel.